# Broxton
Broxton é uma cidade localizada no estado americano de Geórgia, no Condado de Coffee.

## Demografia
Segundo o censo americano de 2000, a sua população era de 1428 habitantes.
Em 2006, foi estimada uma população de 1475, um aumento de 47 (3.3%).

## Geografia
De acordo com o United States Census Bureau tem uma área de 
8,5 km², dos quais 8,4 km² cobertos por terra e 0,1 km² cobertos por água.

## Localidades na vizinhança
O diagrama seguinte representa as localidades num raio de 36 km ao redor de Broxton. 